# Feistritzsattel
De Feistritzsattel is een bergpas op de grens tussen de Oostenrijkse deelstaten Neder-Oostenrijk en Stiermarken.
De pas is vernoemd naar de nabijgelegen Feistritz, die ten westen van Fürstenfeld uitmondt in de Ilzbach. De hoogte van de bergpas wisselt tussen verschillende metingen, tussen 1287 en 1298 meter boven NN. De pas ligt tussen de bergen Wechsel (1738 meter) en Stuhleck (1783 meter).
De pas vormde vroeger samen met de nabijgelegen Semmeringpas de belangrijkste verbindingsweg tussen de twee Oostenrijkse deelstaten. Tegenwoordig is het vooral een uitgangspunt voor wandelaars voor tochten in het gebied rondom de Wechsel en de iets verder gelegen Sonnwendstein.
Arlberg · Bielerhöhe · Brenner · Fern · Flexen · Gerlos · Großglockner · Hahntennjoch · Katschberg · Kühtai · Pfitscherjoch · Plöcken · Radstädter Tauern · Reschen · Seefeld · Sölk · Staller Sattel · Timmelsjoch · Triebener Tauern · Turracherhöhe · Zeinis